# Canal Satelital Palestino
Canal Satelital Palestino (en árabe قناة فلسطين الفضائية) es un canal de televisión por satélite de señal abierta (también conocido como FTA, Free To Air) de variedades en idioma árabe. El canal satelital forma parte de la Corporación de Radiodifusión Palestina y comenzó a transmitir desde la Franja de Gaza inmediatamente después de que el gobierno tomara el poder bajo los Acuerdos de Oslo en 1994.